# Gotthard Gullberg
Gotthard Magnus Gullberg, född den 27 februari 1845 i Östra Grevie, Malmöhus län, död den 17 december 1923 i Kalmar, var en svensk skolman och läroboksförfattare. Han var bror till statistikern Hjalmar Gullberg och far till advokaten Arthur Gullberg.
Gullberg blev student vid Lunds universitet 1862, filosofie kandidat vid Uppsala universitet 1872, adjunkt vid läroverket i Kalmar 1873, filosofie doktor i Lund 1874 samt lektor i franska och engelska i Kalmar 1876. För språkliga och pedagogiska studier företog Gullberg flera utrikes resor, delvis med statsunderstöd, åren 1878, 1885 och 1898. Bland av honom utgivna läroböcker kan nämnas Vocabulaire français (1884), Essai de lectures françaises (1886), Lectures variées sur la France et les français (1901), samlingen Auteurs célèbres (band I–VI, 1900–1903), vilken innehåller arbeten av Erckmann-Chatrian, Alphonse Daudet, George Sand, Pierre Loti, Jules Claretie och André Theuriet. Några arbeten utgav Gullberg i förening med A.E. Edström. Gullberg vilar på Södra kyrkogården i Kalmar.